# Aloísio Souza
Aloísio de Souza Genézio (Sergipe, 3 maggio 1996) è un calciatore brasiliano, centrocampista del Goiás.

## Carriera
Nell'estate del 2019 ha firmato un contratto di quattro anni con l'Estrela Amadora.

## Statistiche

### Presenze e reti nei club
Statistiche aggiornate al 21 settembre 2023.
| Stagione        | Squadra         | Campionato      | Campionato | Campionato | Coppe nazionali | Coppe nazionali | Coppe nazionali | Coppe continentali | Coppe continentali | Coppe continentali | Altre coppe | Altre coppe | Altre coppe | Totale | Totale | Totale |
| Stagione        | Squadra         | Comp            | Pres       | Reti       | Comp            | Pres            | Reti            | Comp               | Pres               | Reti               | Comp        | Pres        | Reti        | Pres   | Reti   |        |
| --------------- | --------------- | --------------- | ---------- | ---------- | --------------- | --------------- | --------------- | ------------------ | ------------------ | ------------------ | ----------- | ----------- | ----------- | ------ | ------ | ------ |
| 2014            | Lagarto         | SER             | 2          | 0          |                 | -               | -               |                    | -                  | -                  |             | -           | -           | 2      | 0      |        |
| 2015-2016       | Sanjoanense     | CdP             | 11         | 0          | CP              | 0               | 0               |                    | -                  | -                  |             | -           | -           | 11     | 0      |        |
| 2016-2017       | Marítimo B      | CdP             | 32         | 4          |                 | -               | -               |                    | -                  | -                  |             | -           | -           | 32     | 4      |        |
| 2017-2018       | Marítimo B      | CdP             | 29         | 2          |                 | -               | -               |                    | -                  | -                  |             | -           | -           | 29     | 2      |        |
| 2018-2019       | Marítimo B      | CdP             | 28         | 1          |                 | -               | -               |                    | -                  | -                  |             | -           | -           | 28     | 1      |        |
| 2019-2020       | Marítimo B      | CdP             | 22         | 2          |                 | -               | -               |                    | -                  | -                  |             | -           | -           | 22     | 2      |        |
| 2018-2019       | Marítimo        | PL              | 0          | 0          | CP+CdL          | 0+1             | 0               |                    | -                  | -                  |             | -           | -           | 1      | 0      |        |
| 2020-2021       | Amora           | CdP             | 23         | 0          | CP              | 2               | 0               |                    | -                  | -                  |             | -           | -           | 25     | 0      |        |
| 2021-2022       | Estrela Amadora | SL              | 25         | 0          | CP+CdL          | 0+2             | 0               |                    | -                  | -                  |             | -           | -           | 27     | 0      |        |
| 2022-2023       | Estrela Amadora | SL              | 22+2       | 2+0        | CP+CdL          | 0+3             | 0               |                    | -                  | -                  |             | -           | -           | 27     | 2      |        |
| 2023-2024       | Estrela Amadora | PL              | 4          | 0          | CP+CdL          | 0+1             | 0               |                    | -                  | -                  |             | -           | -           | 5      | 0      |        |
| Totale carriera | Totale carriera | Totale carriera | 200        | 11         |                 | 9               | 0               |                    | -                  | -                  |             | -           | -           | 209    | 11     |        |